# Le Nouveau Testament
Pour le texte biblique, voir Nouveau Testament, pour le film, voir Le Nouveau Testament
Pour les articles homonymes, voir Nouveau Testament (homonymie).
Le Nouveau Testament est une pièce de théâtre de Sacha Guitry créée le 3 octobre 1934 au théâtre de la Madeleine. Elle a été adaptée au cinéma par l'auteur en 1936

## Quelques productions

### Théâtre de la Madeleine, 1934
Distribution
- Sacha Guitry : le docteur Jean Marcellin
- Charles Dechamps : Adrien Worms
- Christian-Gérard : Fernand Worms
- Louis Kerly : le valet de chambre
- Betty Daussmond : Lucie Marcellin
- Marguerite Templey : Marguerite Worms
- Clary Monthal : Mlle Morot, la secrétaire
- Jacqueline Delubac : Juliette Lecourtois

Mise en scène : Sacha Guitry

### Théâtre des Variétés, 1967
Distribution
- Fernand Gravey : le docteur Jean Marcellin
- Jean Valois : Adrien Worms
- Clément-Thierry : Fernand Worms
- Pierre Repp : le valet de chambre
- Mony Dalmès : Lucie Marcellin
- Lucienne Legrand : Marguerite Worms
- Michèle André : Mlle Morot, la secrétaire
- Annik Bideau : Juliette Lecourtois

Représenté du 20 avril au 11 juillet 1967
Mise en scène : André Valtier et Fernand Gravey
Décors : Pellegry

### Au théâtre ce soir, 1978
Distribution
- Paul-Émile Deiber : le docteur Jean Marcellin
- Philippe Dumat : Adrien Worms
- Joël Felzines : Fernand Worms
- Pierre Harvey : le valet de chambre
- Bérengère Dautun : Lucie Marcellin
- Mony Dalmès : Marguerite Worms
- Noëlle Musard : Mlle Morot, la secrétaire mutée
- Marie-Claude Lecru : Juliette Lecourtois

Représenté le 3 novembre 1978 au théâtre Marigny
Mise en scène : Robert Manuel

### Théâtre de la Potinière, 1990
Distribution
- Jean-Laurent Cochet
- Catherine Griffoni
- Jacques Mougenot

Représentée du 5 avril au 3 juin 1990
Mise en scène : Jean-Laurent Cochet

### Théâtre des Variétés, 1999
Distribution
- Jean-Pierre Marielle : le docteur Jean Marcellin
- Pierre Vernier : Adrien Worms
- François Vincentelli : Fernand Worms
- Marcel Philippot : le valet de chambre

- Françoise Fabian : Lucie Marcellin
- Agathe Natanson : Marguerite Worms
- Fabienne Chaudat : Mlle Morot, la secrétaire
- Gwendoline Hamon : Juliette Lecourtois

Représentée du 17 décembre 1999 au 31 décembre 2000 ; puis en tournée (Claire Vernet succède à Françoise Fabian, Hélène Médigue à Gwendoline Hamon)
Mise en scène : Bernard Murat assisté de Dorota Cohen
Décor : Nicolas Sire assisté de Julie Mertzweiller
Costumes Bernadette Villard
Lumières Laurent Castaingt

### Théâtre national de Nice, 2007
Distribution
- François Marthouret : le docteur Jean Marcellin
- Paul Chariéras : Adrien Worms
- Paulo Correia : Fernand Worms
- Jacques Bellay : le valet de chambre

- Marie-France Pisier : Lucie Marcellin
- Denise Chalem : Marguerite Worms
- Martine Pujol : Mlle Morot, la secrétaire
- Philippine Pierre-Brossolette : Juliette Lecourtois

Spectacle crée le 14 septembre 2007 à Nice, puis repris du 18 mars au 5 avril 2009 au Théâtre Nanterre-Amandiers (Catherine Marques succède à Martine Pujol)
Mise en scène, scénographie et lumières : Daniel Benoin
Costumes : Nathalie Bérard-Benoin